# Zentralschweizer Publikumspreis für Literatur
Der Zentralschweizer Publikumspreis für Literatur wurde von 1996 bis 2003 von der Neuen Luzerner Zeitung inklusive deren Regionalausgaben und vom Verein Luzerner Literaturfest vergeben. Es wurden jeweils vier Autoren vom Beirat auf Empfehlung der Fachjury eingeladen, einen Text einzureichen, der dann in einer speziellen Beilage der Neuen Luzerner Zeitung und deren Regionalausgaben publiziert wurde. Mindestens zwei der eingeladenen Autoren sollten aus einem der sechs Zentralschweizer Kantone kommen. Die Leser der Zeitungen bestimmten dann den Preisträger. Die Auszeichnung war mit 5000 Fr. dotiert. Es war der einzige Literaturpreis im deutschsprachigen Raum, bei dem Zeitungsleser die Preisträger bestimmten. Die Bekanntgabe des Gewinners erfolgte jeweils beim Luzerner Literaturfest.

## Preisträger
- 1996: Theres Roth-Hunkeler
- 1997: Al Imfeld, für Buchstabensuppe[2]
- 1998: Dominik Brun[3]
- 1999: Sabine Reber, für Der alte Gärtner und das Wasser
- 2000: Gisela Widmer, für Zwei allein[4]
- 2001: Zoë Jenny, für die Kurzgeschichte Auf der Heimfahrt[5]
- 2002: Heidy Gasser
- 2003: Inge Sprenger-Viol, für die Geschichte Der rote Zora[6]